# 謝爾特區

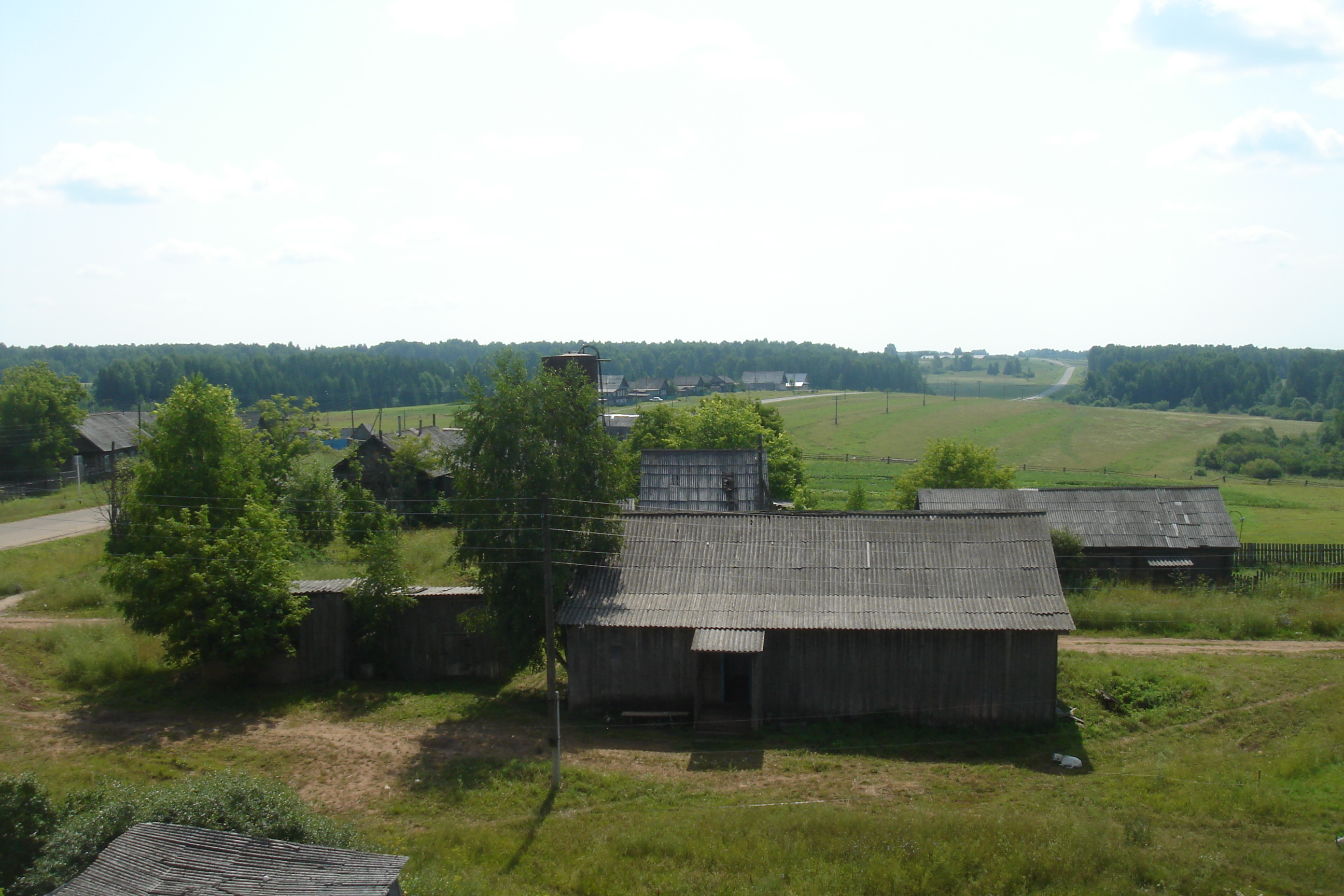

57°21′04″N 51°43′34″E / 57.351°N 51.726°E
謝爾特區（俄语：Селтинский район），是俄羅斯的一個區，位於該國西南部，由烏德穆爾特共和國負責管轄，面積1,883.7平方公里，2010年人口11,368，人口密度每平方公里6.03人。